# گروه دایون
گروه دایون (انگلیسی: Dayun Group) شرکت خودروسازی چینی است، که در سال ۱۹۸۷ تأسیس شد. دفتر مرکزی و کارخانجات این شرکت در شهر یانگچنگ، شانشی قرار دارند. شرکت دایون در زمینه ساخت تجهیزات صنایع سنگین، کامیون‌های سبک، موتورسیکلت و موتور خودرو فعالیت می‌کند.